# Partido judicial de Caravaca de la Cruz
El Partido judicial de Caravaca de la Cruz   es uno de los 11  partidos judiciales en los que se divide la comunidad autónoma de la  Región de Murcia, siendo el partido judicial n.º 1  de la provincia de Murcia.
Comprende las localidades de :
Caravaca de la Cruz, Calasparra, Cehegín, Moratalla.